# Paramonowo (Moskau)
Paramonowo (russisch Парамо́ново) ist ein Dorf in der Oblast Moskau in Russland, etwa 40 Kilometer Luftlinie nördlich des Stadtrands von Moskau.
Paramonowo gehört mit 88 weiteren Dörfern zur Stadtgemeinde Dmitrow des gleichnamigen Rajons Dmitrow. Es liegt etwa 13 Kilometer südwestlich des Zentrums der Stadt Dmitrow.

## Sport
Zwischen Februar und Dezember 2007 wurde in Paramonowo mit der Bob- und Rodelbahn Paramonowo eine Bob-, Rodel- und Skeletonbahn errichtet, die am 10. März 2008 eröffnet wurde. Im Februar 2011 wurde das erste Rodel-Weltcuprennen auf der Bahn durchgeführt; im Februar 2012 fanden das Weltcupfinale der Saison 2011/2012 sowie die Rennrodel-Europameisterschaften 2012 statt.